# Tourette-du-Château
Tourette-du-Château é uma comuna francesa na região administrativa da Provença-Alpes-Costa Azul, no departamento Alpes Marítimos. Estende-se por uma área de 9,74 km², com 116 habitantes, segundo o censo de 2006, com uma densidade demográfica de 10 hab/km².